# Аралбаев, Бекайдар Джантуринович
Бекайдар Джантуринович Aралбаев (1893, Жанакорганский район Кызылординской области — 1952, Красноярский край, Россия) — общественный деятель. 
Окончил русско-казахскую школу (Жанакорган), городское училище (Перовск, ныне г. Кызылорда). В 1920—1922 годах сотрудник Сырдарьинского облисполкома, в 1922—1924 годах народный комиссар внутренних дел, председатель ЦИКа Туркестанской АССР, в 1924 году председатель Верховного суда Туркестанской республики, в 1925 году секретарь ЦИКа. В 1928—1933 годах работал в республиканском, затем в областном банке (г. Актобе). В 1933 году был сослан в КарЛАГ, позже в ТамЛАГ в Мордовию. Освобожден в 1945 году без права проживания в Казахстане. С 1949 года в сибирской ссылке. Умер в 1952 году. 
В 1957 году Аралбаев полностью оправдан коллегией Верховного суда СССР.